# 청양군
청양군(靑陽郡)은 대한민국 충청남도 중앙에 있는 군이다. 동쪽으로 공주시, 서쪽으로 보령시, 홍성군, 남쪽으로 부여군, 북쪽으로는 예산군과 접한다. 서천공주고속도로가 지나고, 칠갑산 도립공원이 있다. 농특산물로는 구기자와 고추가 유명하다. 흔히 말하는 청양고추는 청양이 산지가 아니라 경북 청송과 영양 지역에서 1970년대에 개발되었다. 군청은 청양읍에 있다.

## 역사[2]
| Daedongyeojido (Gyujanggak) 15-05.jpg |
| Daedongyeojido (Gyujanggak) 16-05.jpg |

- 삼한시대
  - 마한에 속한 지역으로 부족연맹 사회가 이룩될 때 청양에는 지천 유역의 고리도평 (고리섬들)에 구로국이 무한천 유역의 용천들에는 사로국이 자리하였다.
- 백제시대
  - 칠갑산 동쪽으로 정산면, 목면, 청남면, 장평면 지역에 열기현이 있었고, 칠갑산 서쪽으로 청양읍 대치면, 운곡면 그리고 남양면 일부 지역을 차지하는 고량 부리현이 있었으며, 비봉, 화성면과 홍성군 장곡면 일대가 속했던 사시량현이 있어서 지금의 청양군이 백제시대에는 3개현의 구역이 있었다.
- 신라시대
  - 웅진 도독부에 속해서 웅주 29개현 가운데 열기현이 열성현으로 고량부리현이 청정현으로, 사시량현이 신량현으로 명칭이 바뀌어 백제시대와 같이 3개현의 구역이 있었다.
- 고려시대
  - 청정현이 청양현으로 개칭되었고, 열성현은 정산현으로, 신량현은 려양현으로 개칭 되었으며, 성종때 행정구역을 10도 12주 510현으로 개편할 때 청양군은 하남도의 청양, 정산현으로 감무를 두었으며 려양현에도 감무를 두었다. 8대 현종 9년(1018)에는 지방제도 개혁에 따라 청양현은 천안부에 속하였으며 그후 양광도에 속하기도 하였고 공민왕 5년에 양광도를 충청도로 부르게 되었다. 행인들의 왕래가 많아짐에 따라 전국에 22개의 간선 역로가 있었는데 그 중 청양에는 유양(정산)역과 금정(남양)역이 자리했었다.
- 조선시대
  - 태종 13년(1413)에 청양현, 정산현이 되었으며, 18대 현종 5년(1664)에는 지방제도 개편에 따라 청양현이 정산현에 편입되어 청양현이 되었고, 고종 32년(1895) 행정제도 개편에 따라 청양현과 정산현은 각각 군이되어 청양군과 정산군이 되었으며, 청양군은 동상, 동하, 서상, 서하, 남상, 남하, 북상, 북하, 읍내의 9개면을, 정산군은 대박, 백곡, 복동, 잉화달, 청소 장촌, 관현, 적곡의 8개면을 관할하였다.
- 1914년 4월 1일 정산군을 병합하고 홍주군의 4개 면(화성, 여구향, 얼방 일부, 상전)을 편입하는 등의 개편을 하였다.[3] (10면)

| 조선총독부령 제111호 |                                    |                     |
| 구 행정구역          | 구 행정구역                        | 신 행정구역         |
| 청양군               | 북상면(北上面), 북하면(北下面)     | 운곡면 일원         |
| 청양군               | 동상면(東上面), 동하면(東下面)     | 대치면 일원         |
| 청양군               | 서상면(西上面), 서하면(西下面)     | 비봉면 일원         |
| 청양군               | 남상면(南上面)                     | 읍내면 일부         |
| 청양군               | 남하면(南下面)                     | 사양면(斜陽面) 일원 |
| 홍주군               | 상전면(上田面)                     | 사양면(斜陽面) 일원 |
| 홍주군               | 여구향면(興口香面)                 | 화성면 일부         |
| 정산군               | 읍면(邑面), 잉면(仍面), 대면(大面) | 정산면 일원         |
| 정산군               | 목면(木面)                         | 목면 일원           |
| 정산군               | 청면(靑面), 장면(場面)             | 청장면(靑場面) 일원 |
| 정산군               | 적면(赤面), 관면(冠面)             | 적곡면(赤谷面) 일원 |
| 조선총독부령 제111호 |                      |                                                                                |
| 구 행정구역 | 신 행정구역 (청양군) | 신 행정구역 (청양군)                                                           |
| 청양군 북상면(北上面) | 운곡면               | 모곡리, 신대리, 위라리, 효제리, 후덕리                                         |
| 청양군 북하면(北下面) | 운곡면               | 광암리, 미량리, 영양리, 추광리                                                 |
| 청양군 동상면(東上面) 개곡리 일부, 상금리/하금리 일부/광전리 일부, 구티리, 대티리/오룡동 일부/광대동 일부, 광대동 일부/오룡동 일부, 작천리/개곡리 일부, 송동/장곡리/광전리 일부, 주동/고랑동/독정리/탄동 일부, 계정리/탄동 일부/하금리 일부 | 대치면               | 개곡리, 광금리, 광대리, 구치리, 대치리, 오룡리, 작천리, 장곡리, 주정리, 탄정리 |
| 청양군 동하면(東下面) 서당동/호덕동/유점동/농소리/송곡리 일부, 만금동/상갑리/하갑리/원동리/대마동/고정리, 내동리/수석동/우금리/하광리/화티리 일부, 독락리/시전리/무산동/추동리/횡천리/화티리 일부/송곡리 일부, 내광리/신점리/광승리/이화리/형산리 일부, 직리/조화리/형산리 일부 | 대치면               | 농소리, 상갑리, 수석리, 시전리, 이화리, 형산리                                 |
| 청양군 서상면(西上面) | 비봉면               | 관산리, 녹평리, 사점리, 장재리                                                 |
| 청양군 서하면(西下面) | 비봉면               | 신원리, 중묵리, 청수리, 학당리                                                 |
| 홍주군 얼방면(乻方面) | 비봉면               | 강정리, 양사리, 용천리, 방한리                                                 |
| 청양군 읍내면(邑內面) 교촌리/월천리/장대리 일부, 사점리/백산리/퇴천리, 벽정리/은천동 일부/(남상면) 신대리 일부/상적리 일부/입동 일부, 송애리 일부/안적리 일부/(남상면) 방축동 일부, 읍내리/장대리 일부/은천동 일부/안적동 일부 | 읍내면               | 교월리, 백천리, 벽천리, 송방리, 읍내리                                         |
| 청양군 남상면(南上面) 상구리/하구리/군량동 일부, 마근동/장승동/심곡리/구대리/산수동/여치리/군량동 일부/방축동 일부/(읍내면) 송애리 일부, 신대리 일부/상적리 일부/하적리 일부, 좌동/입동 일부/정탁리 일부 | 읍내면               | 군량리, 장승리, 적루리, 정좌리                                                 |
| 청양군 남하면(南下面) 초정리 일부/산직리 일부/(홍주군 상전면) 평구리 일부/장전리/신촌/오룡동/대오룡동, 연석리/신역리/구역리/(남상면) 하적리 일부/정탁리 일부, 기곡리/사장리/상매리/하매리, 백토리/반곡리/금곡리/추목동 일부/(홍주군 상전면) 마다리 일부, 비암리/조곡리(造谷)/조곡리(鳥谷)/산직리 일부/초정리 일부, 압수동/수단리/신촌리/족한리/추목동 일부/(홍주군 상전면) 평구리 일부, 돌복리/(홍주군 상전면) 이암동, 발온리/범직리/상인리/하인리/(홍주군 상전면) 대치리 일부    | 사양면               | 구룡리, 금정리, 매곡리, 백금리, 봉암리, 신왕리, 온암리, 온직리                 |
| 홍주군 상전면(上田面) 당산리/원대리/용계리/대대리/간욱리/봉동/우구리/고곡리/금마리/대치리 일부, 용두리/대치리 일부, 용지리/마다리 일부/간척리 일부/신흥리 일부/구비산리 일부, 신대리/산소리/산직리/호동/신흥리 일부/구비산리 일부 | 사양면               | 대봉리, 용두리, 용마리, 흥산리                                                 |
| 홍주군 여구향면(興口香面) | 화성면               | 구재리, 농암리, 매산리, 산정리, 장계리, 화강리                                 |
| 홍주군 화성면(化城面) | 화성면               | 광평리, 기덕리, 용당리, 수정리, 신정리, 화암리                                 |
| 정산군 읍면(邑面) | 정산면               | 백곡리, 서정리, 역촌리                                                         |
| 정산군 잉면(仍面) | 정산면               | 광생리, 내초리, 덕성리, 마치리, 신덕리, 와촌리, 천장리, 학암리                 |
| 정산군 대면(大面) | 정산면               | 남천리, 대박리, 용두리, 송학리, 해남리                                         |
| 정산군 목면(木面) 상신대리/개야산리/대평동/하신대리 일부/점동 일부, 무수동/본의곡리/계봉리/동막리, 중신대리/월신대리/송내리/장구동/나분동/장금사리/(공주군 성두면) 평동 일부/반곡리 일부, 안전리/판보리/송죽동/구수동/임장동/(공주군 반탄면) 진두리 일부, 안심동/막동리/평리/마근동/석화동 일부/(성두면) 반곡리 일부/건천리 일부, 간두문리/증곡리/내지곡리/외지곡리/하신대리 일부/(읍면) 백곡리 일부, 오산리/가마동/점동 일부/(잉면) 옥현리 일부/문성리 일부/(반탄면) 진두리 일부 | 목면                 | 대평리, 본의리, 송암리, 신흥리, 안심리, 지곡리, 화양리                         |
| 정산군 청면(靑面) | 청장면               | 내직리, 동강리, 왕진리, 중산리, 지곡리, 천내리, 청소리                         |
| 정산군 장면(場面) | 청장면               | 대흥리, 상장리, 아산리, 인량리                                                 |
| 정산군 적면(赤面) 대사천리/낙지리/상추리 일부, 미당리/계양리/평리 일부/율정리 일부/(청면) 미당리, 은곡리/지곡리/외차동/내차동 일부, 도림리/석곡리/외사천리/석리/평리 일부, 중추리/하추리 일부/상추리 일부/(장면) 입점리 일부 | 적곡면               | 낙지리, 미당리, 은곡리, 적곡리, 중추리                                         |
| 정산군 관면(冠面) 신대리/광암리 일부/관현리 일부/평리 일부/상인동 일부/(부여군 도성면) 구룡리 일부, 하인동/분향리/광암리 일부/상인동 일부/(적면) 하추리 일부, 진답리/양지촌리 일부/장재동 일부, 상지천리/하지천리/장재동 일부, 앵화동/화평리/신기촌리/양지촌리 일부 | 적곡면               | 관현리, 구룡리, 분향리, 죽림리, 지천리, 화산리                                 |
- 1917년 10월 1일 읍내면(邑內面)을 청양면(靑陽面)으로 개칭하였다.[4]
- 1942년 10월 1일 청장면이 청남면으로 개칭되었다.
- 1973년 7월 1일 비봉면의 청수리, 학당리가 청양면에 편입되었다.
- 1979년 5월 1일 청양면이 청양읍으로 승격하였다.[5]
- 1987년 1월 1일 적곡면이 장평면으로, 사양면이 남양면으로 개칭되었다.

## 지리
충청남도의 정 중앙에 자리잡고 있으며, 동쪽으로 공주시, 서쪽으로 보령시, 홍성군, 남쪽으로 부여군, 북쪽으로는 예산군과 접한다. 비교적 산지가 많으며, 칠갑산이 유명하다.

## 산업

### 지역내 총생산
청양군의 2012년 지역내 총생산은 1조 9,133억원으로 충청남도 지역내 총생산의 0.7%을 차지하고 있다. 이중 농림어업(1차산업)은 2,206억원으로 비중이 낮고 광업 및 제조업(2차산업)은 1억 5억원으로 52.53%의 비중으로 차지하고 상업 및 서비스업(3차산업)은 6,877억원으로 35.94%의 비중을 차지한다. 3차산업 부문에서는 특히 사업서비스업(2.12%)과 공공행정(7.06%), 건설업(6.67%)과 도소매업(1.86%)이 큰 비중을 차지하고 있다.

### 상주인구와 주간인구
청양군의 2017년 12월 기준 상주인구는 33,426명이고 주간인구는 30,700명 주간인구지수가 105로 높다. 통근으로 인한 유입인구는 1,972명, 유출인구는 542명이고, 통학으로 인한 유입인구는 320명, 유출인구는 297명으로 전체 유입인구가 1,453명 더 많은데, 이는 충청남도 대부분의 지역에서 공통적으로 나타나는 현상이다.

## 행정 구역
청양군의 행정 구역은 1읍, 9면의 하위 행정구역으로 이루어져 있으며, 군청은 청양읍에 있다. 면적은 479.30km2이며, 인구는 2015년을 기준으로 충청남도내에서 가장 적은 32,191명으로, 인구의 32.2%가 청양읍에 거주하고 있다. 1966년에는 105,354명이 청양군에 살고 있었다.
| 구분   | 한자   | 면적 | 인구   |
| ------ | ------ | ---- | ------ |
| 청양읍 | 靑陽邑 | 36.1 | 10,357 |
| 운곡면 | 雲谷面 | 47.0 | 2,394  |
| 대치면 | 大峙面 | 74.4 | 2,362  |
| 정산면 | 定山面 | 62.1 | 4,012  |
| 목면   | 木面   | 34.4 | 1,747  |
| 청남면 | 靑南面 | 35.1 | 2,247  |
| 장평면 | 長坪面 | 50.7 | 2,757  |
| 남양면 | 南陽面 | 58.9 | 3,106  |
| 화성면 | 化城面 | 42.6 | 2,530  |
| 비봉면 | 飛鳳面 | 38.0 | 2,499  |

| 행정 지도 |
| --------- |
|           |

## 문화·관광
- 칠갑산 : 청양의 관광자원으로는 칠갑산이 손꼽힌다. 칠갑산 도립공원으로 지정되고, 경치가 좋아 등산하기에도 좋으며, 장곡사, 장승공원, 칠갑산자연휴양림 등 가볼 만한 곳이 많다.
- 장곡사 : 신라시대에 지어졌다는 절로, 국보 2점, 보물 4점 등 귀중한 문화재가 많은 명찰이다.
  - 장곡사 철조약사여래좌상 및 석조대좌(국보 제 58호)
  - 장곡사 미륵불괘불탱(국보 제 300호)
- 칠갑산천문대 : 국내 최대급 구경의 304mm 굴절망원경이 설치되어 있다.

## 교육

### 대학교
- 충남도립청양대학

## 교통
- 시외버스[9] : 청양시외버스터미널에서는 대전, 보령(대천), 부여, 아산(온양), 천안, 홍성, 서산, 태안, 광천, 서울(강남), 동서울, 남서울, 인천으로 향하는 시외버스에, 예산, 광천, 홍성, 보령으로 향하는 시내버스에 탑승할 수 있다. 정산정류소에서는 대전, 보령(대천), 아산(온양), 서울(강남)로 향하는 시외버스에 탑승할 수 있다.
- 기차 : 청양군청에서 열차예매를 할 수 있다.
- 칠갑산순환버스 : https://web.archive.org/web/20140719234826/http://tour.cheongyang.go.kr/html/kr/tour/tour_050204.html
- 서천공주고속도로
- 익산평택고속도로
- 국도 제29호선
- 국도 제36호선
- 국도 제39호선
- 지방도 제606호선
- 지방도 제610호선
- 지방도 제619호선
- 지방도 제645호선
- 지방도 제723호선
- 국가지원지방도 제70호선
- 국가지원지방도 제96호선

## 자매 도시
- 대한민국 서울특별시 영등포구, 서초구, 강동구, 마포구, 금천구
- 대한민국 대전광역시 동구
- 대한민국 경기도 안산시, 군포시
- 중국 푸젠성 푸저우시